# Tires
Tiers (Tires) tiếng Ý: Tires; tiếng Đức: Tiers; Archaic (1080 AD): Tires; Latin: Terra) là một đô thị ở tỉnh ] Bolzano-Bozen trong vùng Trentino-Alto Adige/Südtirol của Ý, có vị trí cách khoảng 50 km về phía đông bắc của thành phố Trento và khoảng 15 km east of thành phố Bolzano (de: Bozen). Tại thời điểm ngày 31 tháng 12 năm 2004, đô thị này có dân số 919 người và diện tích là 42,1 km².
Tiers (Tires) giáp các đô thị:, Kastelruth (Castelrotto), Karneid (Cornedo all'Isarco), Völs am Schlern (Fiè allo Sciliar), Welschnofen (Nova Levante), Campitello di Fassa, Mazzin, và Pozza di Fassa.